# Huncherange
Huncherange (Luxemburgs: Hëncheréng, Duits: Hüncheringen) is een plaats in de gemeente Bettembourg en het kanton Esch-sur-Alzette in Luxemburg.
Huncherange telt 592 inwoners (2001).

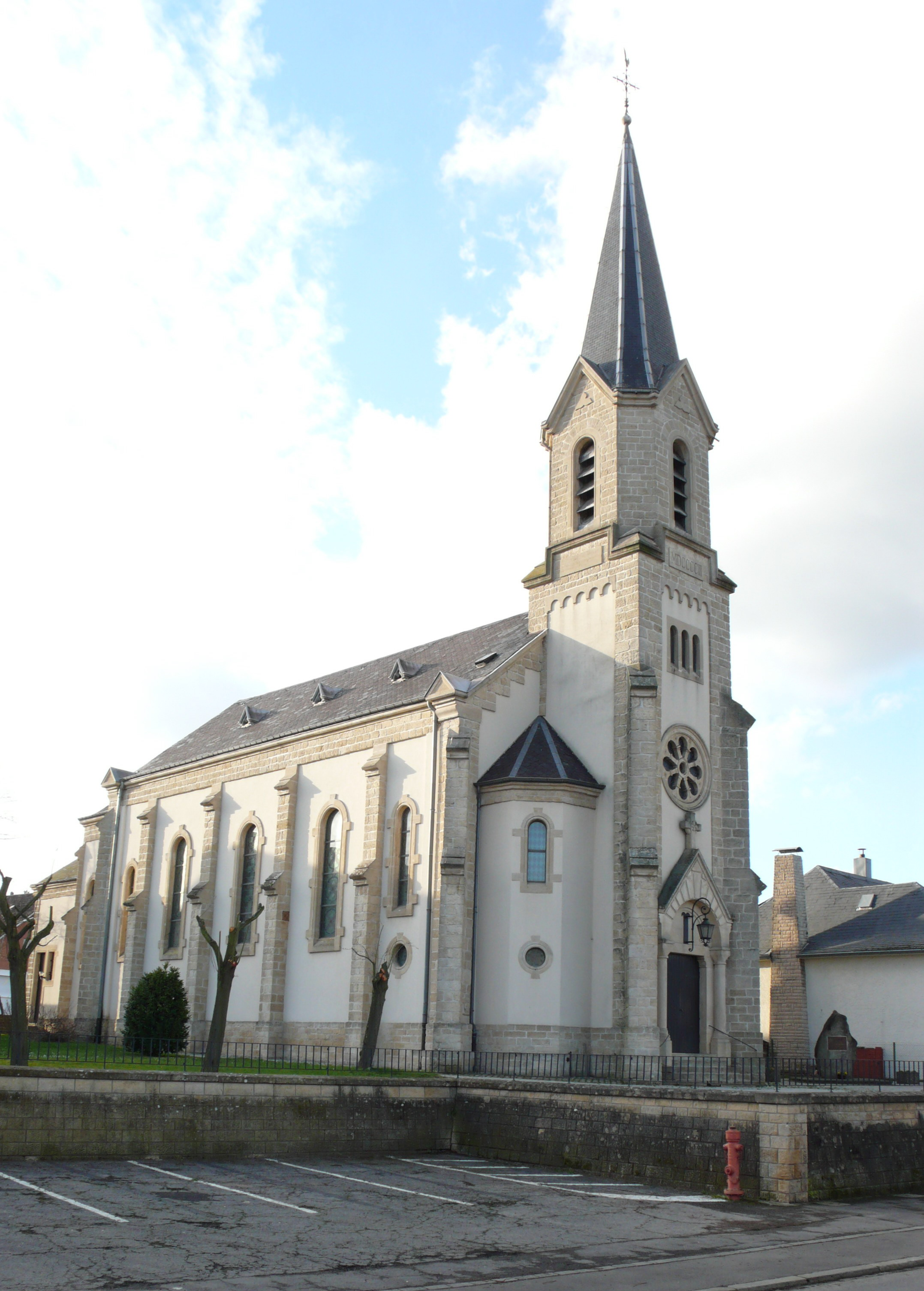
De kerk van Huncherange